# Emiliano Zapata (Centro)
Emiliano Zapata es una localidad del municipio de Centro ubicado en la subregión centro del estado mexicano de Tabasco.

## Geografía
La localidad de Emiliano Zapata se sitúa en las coordenadas geográficas 17°59′51″N 92°57′39″O / 17.997500, -92.960833, a una elevación de 10 metros sobre el nivel del mar.

## Demografía
Según el Censo de Población y Vivienda 2020, efectuado por el Instituto Nacional de Estadística y Geografía, la localidad de Emiliano Zapata tiene 2,942 habitantes, de los cuales 1,459 son del sexo masculino y 1,483 del sexo femenino. Su tasa de fecundidad es de 2.03 hijos por mujer y tiene 830 viviendas particulares habitadas.
| Gráfica de evolución demográfica de Emiliano Zapata entre 1960 y 2020 |
|                                                                       |
| INEGI.                                                                |